# Stanisław Stabryła
Stanisław Stabryła (ur. 2 listopada 1936 we Lwowie) – polski filolog klasyczny, profesor zwyczajny Uniwersytetu Jagiellońskiego, autor publikacji naukowych i popularnonaukowych na temat literatury łacińskiej okresu augustowskiego oraz kultury antycznej. Wieloletni dyrektor Instytutu Filologii Klasycznej Uniwersytetu Jagiellońskiego. Obecnie emerytowany.

## Życiorys
Stanisław Stabryła urodził się we Lwowie, a po roku 1945 w wyniku zmiany granic państwowych i przymusowym wysiedleniu Polaków ze Lwowa zamieszkał w Krakowie.
Jest absolwentem I LO im. B. Nowodworskiego w Krakowie, najstarszej w Polsce szkoły średniej o charakterze świeckim.
Studiował filologię klasyczną na Uniwersytecie Jagiellońskim w latach 1955–1960. Jego profesorami byli wybitni uczeni, m.in. Tadeusz Sinko i Mieczysław Brożek.
W roku 1976 został docentem UJ, a od roku 1983 jest profesorem filologii klasycznej UJ. W latach 1997–2006 był także profesorem Papieskiej Akademii Teologicznej w Krakowie, gdzie pełnił funkcję kierownika Katedry Historii Kościoła w Starożytności.
Emerytowany w roku 2009, jednak wciąż daje gościnne wykłady na Uniwersytecie.

## Publikacje

### Książki naukowe i prace monograficzne
- Zarys kultury starożytnej Grecji i Rzymu, PWN, Warszawa 2007, str. 260.
- Studia Prudentiana. 12 Essays, PAU, Kraków 2006, seria „Studies of the Commission on Classical Philology of Polish Academy of Arts and Sciences”, vol. 35, str. 124.
- Mały leksykon mitologii greckiej i rzymskiej, Wydawnictwo Edukacyjne, Kraków 2006, str. 365.
- Historia literatury starożytnej Grecji Rzymu. Zarys, Ossolineum, Wrocław 2002, str. 539.
- Antyczna literatura grecka i rzymska. Słownik, WSiP, Warszawa 2001, str. 303.
- Księga legend rzymskich, PWN, Warszawa-Kraków 1998, (wyd. II, Kraków 2003), str. 395.
- Hellada i Roma. Recepcja antyku w literaturze polskiej w latach 1976–1990, Kraków 1996, str. 239.
- Stu najsłynniejszych pisarzy starożytnych. Słownik, Kraków 1996, str. 146.
- Owidiusz, Metamorfozy, Wrocław 1995, seria „BN”, (seria II), Wstęp (str. I-CXVI) oraz przypisy do tekstu utworu, przekład własny ks. IX-XV,
- Mitologia grecka i rzymska. Słownik, Warszawa 1994, (wyd. II 1996, wyd. III 1997), str. 219.
- Starożytny Rzym, Warszawa 1992, str. 1-117 oraz przypisy, wybór materiałów i bibliografia,
- praca zbior. pod red. Stanisława Stabryły, Mit-człowiek-literatura, Warszawa 1992, oraz własne oryginalne artykuły naukowe: 1) Wstęp, str.1-12, 2) Elektra i Orestes, str. 211-244,
- Horacy, Dwadzieścia dwie ody, Ossolineum, Wrocław 1991, seria „BN”, (seria II), wstęp (str. I-CLXXVI) oraz przypisy i komentarz (str. 75-96),
- Owidiusz. Świat poetycki, Ossolineum, Wrocław 1989, str. 361.
- Starożytna Grecja, Warszawa 1988, przypisy, wybór materiałów i bibliografia., str. 262.
- Hellada i Roma w Polsce Ludowej. Recepcja antyku w literaturze polskiej w latach 1945-1975, Kraków 1983, str. 640.
- Wergiliusz. Świat poetycki, Ossolineum, Wrocław 1983, (wyd. II popr., Ossolineum 1987), str. 247.
- Rzymska teoria i krytyka literacka, Ossolineum, Wrocław 1983, (II wyd. Ossolineum- De Agostini 2005), seria „BN”, nr 207 (seria II), Wybór, wstęp (str. CXL) i opracowanie (str. 456) Stanisław Stabryła,
- Problemy genologii antycznej, ZN UJ, Warszawa-Kraków, „Prace historycznoliterackie” z. 46 (1982), str. 110.
- Wergiliusz, Eneida, Ossolineum, Wrocław 1980, (II wyd. Ossolineum- De Agostini 2005), seria „BN”, nr 29 (seria II), przekład T. Karyłowski, wstęp (str. CI) i opracowanie (str. 372) Stanisław Stabryła,
- Funkcja noweli w strukturze gatunków literatury rzymskiej, Ossolineum, Wrocław, „Prace Komisji Filologii Klasycznej PAN Oddział w Krakowie” nr 14 (1974), str. 270.
- Latin Tragedy in Virgil’s Poetry, Ossolineum, Wrocław, „Prace Komisji Filologii Klasycznej PAN Oddział w Krakowie” nr 10 (1970), str. 142.
- Tragedia grecka, 2007, wstęp, komentarz i opracowanie tekstów, str. 420.

### Artykuły i rozprawy naukowe
- Rewokacje klasyczne w poezji K.I.Gałczyńskiego [w:] Materiały sesji naukowej pt. „Stulecie urodzin K.I. Gałczyńskiego”, Kraków, „Dzieło i życie Konstantego Ildefonsa Gałczyńskiego” t. II (2006), str. 455-472.
- Clodius Pulcher: A Politician or A Terrorist [w:] Violence and Aggresion in the Ancient World, Kraków, „Classica Cracoviensia” X (2006), str. 206-216.
- Z badań nad prozą Prudencjusza [w:] Stronata historica in honorem Romani Mariae Zawadzki, Kraków 2006, str. 677-695.
- Fides in Prudentius' „Psychomachia”, „Classica Cracoviensia” IX (2005), str. 19-28.
- The Realistic and Supernatural Order of the World Presented in Prudentius' Peristephanon, „Arctos. Acta Philologica Fennica” vol. XXXVIII (2005), str. 207-218.
- Męczennicy jako obrońcy sacrum w 'Peristephanon' Prudencjusza [w:] Europejczyk wobec sacrum wczoraj i dziś. Materiały sesji naukowej, Kraków 2005, str. 19-28.
- Humanitas Christiana w poezji Prudencjusza [w:] „Świadek Chrystusowych cierpień”. Prace dedykowane Księdzu Profesorowi Adamowi Kubisiowi, Wydawnictwo Naukowe PAT, Kraków 2004, str. 839-854.
- Kapłan-uczony-człowiek [w:] „Świadek Chrystusowych cierpień”. Prace dedykowane Księdzu Profesorowi Adamowi Kubisiowi, Wydawnictwo Naukowe PAT, Kraków 2004, str. 134-136.
- The Function of Monologue and Dialogue in Prudentius' „Peristephanon” [w:] The Roman Epic Poetry, Kraków, „Classica Cracoviensia” VIII (2004), str. 91-104.
- Picta imago martyris: obrazy jako źródło inspiracji „Peristephanon” IX i XI [w:] „Księga pamiątkowa dla uczczenia o. profesora Benignusa Wanata?, Wydawnictwo Naukowe PAT, „Folia Historica Cracoviensia” t. X (2004), seria „339-340”,
- Pagan and Christian Rome in Prudentius' „Peristephanopn”, „Analecta Cracoviensia” XXXVI (2004), str. 513-524.
- Facta et miracula. Realizm i cudowność w „Peristephanon” [w:] Charisteria Tito Górski oblata. Studia i rozprawy poświęcone profesorowi Tytusowi Górskiemu, Kraków 2003, str. 229-241.
- Wybrane problemy „Peristephanon” Prudencjusza [w:] U źródeł kultury wczesnochrześcijańskiej, Kraków 2002, str. 47-56.
- Criticism of the Pagan Religion in Prudentius' „Peristephanon”, „Analecta Cracoviensia” XXXIV (2002), str. 112-121.
- Death for Christ as Victory in the Light of Prudentius' „Peristephanon”, „Analecta Cracoviensia” XXXIII (2001), str. 675-682.
- Christiani nominis hostis. Images of the Persecutors of Christians in Prudentius' „Peristephanon”, „Analecta Cracoviensia” XXXII (2000), str. 381-390.
- The notion of Lyric as a Literary Genre [w:] Studies in Ancient Literary Theory and Criticism, Kraków, „Classica Cracoviensia” V (2000), str. 41-52.
- Władysław Strzelecki (1905-1967) [w:] Złota Księga Wydziału Filologicznego UJ, Kraków 2000, str. 606-612.
- The Concept of Martyrdom in Prudentius' „Peristephanon”, „Analecta Cracoviensia” XXX-XXXI (1999), str. 561-570.
- Intertextual Literary Communication in Cicero's „Cato Maior” [w:] Studies in Greek and Roman Civilization, Kraków, „Classica Cracoviensia” IV (1999), str. 27-39.
- Horatius in carminibus lyricis Romam quo modo depinxerit, „Latinitas (Vaticano)” III (1998), str. 198-208.
- Sofokles, Antygona, Książnica, Katowice 1997, Wstęp i komentarz do książki, str. 2-28.
- Ovids 'Ars amatoria' als Lehrgedicht, „Classica Cracoviensia” III (1997), str. 29-46.
- Seneka, O szczęściu, Wydawnictwo Literackie, Kraków 1996, Wstęp i komentarz do książki, str. 1-28 oraz 99-121.
- Die Funktion literarischer Gattungen bei griechischen und römischen Autoren [w:] Kommunikation durch Zeichen und Wort. Statten und Formen der Kommunikation im Altertum, Trier 1996, str. 207-227.
- The Influence of Classical Culture on Modern Polish Literature, „Classica Cracoviensia” II (1996), str. 11-23.
- Cyceron, Katon Starszy o starości, Wydawnictwo Literackie, Kraków 1995, Wstęp i komentarz do książki, str. 1-29 oraz 109-129.
- A Reflection of Everyday Life in Horace, „Classica Cracoviensia” I (1995), str. 77-89.
- Zu den Erzählstrukturen in der horazischen Lyrik, „Symbolae Osloenses” LIX (1994), str. 94-107.
- In Defence of the Autonomy of the Poetic World (Some Remarks on Ovid's Tristia II, „Hermes” 122 H. 4 (1994), str. 496-478.
- Wielka Humanistka (Wspomnienie o śp. Prof. Lidii Winniczuk), „Meander” 9-10 (1994), str. 457-460.
- O strukturach narracyjnych w liryce Horacego [w:] Horacy i polski horacjanizm, Warszawa 1993, str. 7-187.
- Orestes i Elektra [w:] Mit-człowiek-literatura, PWN, Warszawa 1992 1992, str. 211-244.
- Mit-człowiek-literatura, PWN, Warszawa 1992, Wstęp do książki, str. 5-12.
- Die komparative Studien von Tadeusz Sinko, Wiss. Beitr. der Friedrich-Schiller Univ.Jena, „Zur Geschichte der klassischen Alterumswissenschaft der Universitäten. Jena, Budapest, Kraków” (1990), str. 150-167.
- La poésie et la réalité :essai sur les Bucoliques de Virgile, „Eos” LXXVIII (1990), str. 173-181.
- Dziedzictwo antyku we współczesnej literaturze polskiej, „Język Polski w Szkole Średniej” nr 3 (1987/1988), str. 291-296.
- Studia komparatystyczne Tadeusza Sinki, „Meander” nr 7-8 (1987), str. 315-327.
- Elementy teorii genologicznej Platona, „Pamiętnik Literacki” LXXVII (1986), str. 19-32.
- Między udręką a ekstazą. Kilka uwag o elegiach miłosnych Prudencjusza, „Meander” nr 8-9 (1985), str. 311-327.
- Urzeczenie antykiem (Szkic o Janie Parandowskim), „Meander” nr 2 (1979), str. 57-69.
- O antyku w poezji Anny Kamieńskiej, „Meander” nr 3 (1978), str. 119-128.
- O antyku w poezji Stanisława Grochowiaka, „Ruch Literacki” nr 2-3 (1978), str. 183-194.
- Mit grecki w poezji Konstantego Ildefonsa Gałczyńskiego, „Eos” LXVI (1978), str. 123-138.
- Próba rekonstrukcji teorii genologicznej Kwintyliana, „Meander” nr 6 (1978), str. 325-337.
- Antyk w poezji Mieczysława Jastruna (1929-1959), „Eos” LXV (1977), str. 285-302.
- Miejsce dramatu w greckich systemach klasyfikacji genologicznej, „Meander” nr 1-2 (1976), str. 26-40.
- Inspiracje antyczne w liryce Romana Brandstaettera, „Meander” nr 5-6 (1976), str. 211-225.
- Problemy teorii genologicznej Diomedesa, „Meander” nr 11-12 (1976), str. 445-461.
- The Functions of the Tale of Cupid and Psyche in the Structure of the Metamorphoses of Apuleius, „Eos” LXI (1973), str. 261-273.
- The Influence of Latin Tragedy on Virgil’s „Aeneid”, Warszawa, „Acta Conventus Eirene” XI 1968 (1971), str. 209-213.
- Z badań nad warsztatem komparatystycznym Tadeusza Sinki, „Eos” LIX (1971), str. 147-168.
- Sokrates i jego legenda w dramacie polskim w latach 1939-1956, „Eos” LIX (1971), str. 255-270.
- Problematyka „greckich” dramatów Jerzewgo Zwieyskiego, „Prace Historyczno-literackie” z. 21 (1971), seria „ZN UJ”, str. 75-90.
- Nauki o antyku w Krakowie w 25-leciu PRL, „Meander” nr 6 (1970), str. 274-294.
- Wergiliusz i dramat rzymski, „Sprawozdania PAN Oddział w Krakowie” (1968), str. 249-250.
- Mit grecki w dramatach Romana Brandstaettera, „Meander” nr 10 (1968), str. 408-424.
- Mit w dramacie XX wieku, „Ruch Literacki” nr 4 (1967), str. 189-200.
- Antyczne dramaty Ludwika Hieronima Morstina, „Meander” nr 9 (1966), str. 350-361.
- Kaligula w dramacie i w historii, „Meander” nr 11 (1966), str. 514-526.
- Funkcja mitu w „Muchach” Sartre’a, „Ruch Literacki” nr 4 (1965), str. 171-170.
- Antyk w dramacie historycznym, „Meander” nr 7-8 (1965), str. 289-308.
- Giroudoux a dramat grecki, „Kwartalnik Neofilologiczny” nr 4 (1964), str. 329-339.

### Prace przeglądowe i recenzje
- Liturgia i antyk, „Nowy Filomata” nr 1 (2004), (J. Janicki, Kultury antyczne w liturgii chrześcijańskiej, Kraków 2003), str. 75-79.
- Strategemata, „Nowe Książki” nr 8 (2004), (Poliajnos, Podstępy wojenne, Warszawa 2003), str. 74-75.
- Księga pamiątkowa dla prof. Tytusa Górskiego, „Vita Academica” nr 5-6 (2004), str. 18.
- Cezar i inni, „Nowe Książki” nr 11 (2003), („Corpus Caesarianum”, przeł. i opr. E. Konik i W. Nowosielska, Wrocław 2003), str. 56.
- Rezeption der antiken Literatur in Polen (4) – 20. Jahrhundert, „Der Neue Pauly. Enzyklopädie der Antike” Bd 15/2 (2002), str. 397-398.
- Mity i archetypy, „Nowe Książki” nr 5 (2001), (K. Kerényi, Misteria Kabirów. Prometeusz, Warszawa 2000), str. 38.
- Czy cesarz Julian był apostatą?, „Nowy Filomata” nr 2 (2001), (rec. Lucjan Bielas, Apostazja cesarza Juliana w świadectwach antycznych pisarzy i w nowożytnej historiografii, Kraków 2001), str. 149-153.
- Nowy Hezjod, „Nowe Książki” nr 3 (2000), (rec. książki: Hezjod, Narodziny bogów. Prace i dnie. Tarcza, przekł. J. Łanowski, Warszawa 1999), str. 36-37.
- Poeta Seduliusz, „Nowy Filomata” nr 2 (2000), str. 119-126.
- Liryka Hellenów, „Nowe Książki” nr 7 (2000), („Liryka grecka”, wybór tekstów i komentarz K. Bartol, J. Danielewicz, T. I, II, Warszawa 1999), str. 52-53.
- Poszukiwanie bogów, „Nowe Książki” nr 8 (2000), (J. Poethen, „Oddech bogów. Eseje greckie”, Poznań 2000), str. 22-23.
- Grecki romans, „Nowe Książki” nr 9 (2000), (Heliodor, „Opowieść etiopska o Theagenesie i Chariklei”, przeł. S. Dworacki, Poznań 2000), str. 25-26.
- Latynistyka polska w stuleciu 1893-1993 [w:] Antiquorum non immemores, Polskie Towarzystwo Filologiczne, Wrocław 1999, str. 272-278.
- Krystyna Zarzycka-Stańczak: Iterum digna legi. Przybliżenia Wergiliańskie, „Ruch Literacki” nr 3 (1996), (rec. Krystyna Zarzycka-Stańczak, Iterum digna legi. Przybliżenia Wergiliańskie, RW KUL, Lublin 1995), str. 380-382.
- Dzieje literatury starochrześcijańskiej, „Nowe Książki” nr 3 (1995), (rec. M. Cytowska, H. Szelest, Literatura rzymska: okres Cesarstwa:autorzy chrześcijańscy, Warszawa 1994), str. 41.
- Trzeci polski Lukrecjusz, „Nowe Książki” nr 1 (1995), (rec. Titus Lukretius Carus, O naturze rzeczy, przekł., wstęp i komentarz G. Żurek), str. 22-23.
- Theodore Ziolkowski: Vergil and the Moderns, „Germanistik” 35, H. 2 (1994), (rec. Theodore Ziolkowski, Vergil and the Moderns, Princeton 1993), str. 476-477.
- Z historii książki, „Nowe Książki” nr 12 (1980), (rec. M.Nowicka, Antyczna książka ilustrowana, Warszawa 1979), str. 25-26.
- Księga epigramów greckich, „Nowe Książki” nr 8 (1979), (rec. Antologia Palatyńska, wybór tł. z grec. Z. Kubiak, Warszawa 1978), str. 6-7.
- Teduesez Zieliński po raz trzeci, „Poezja” nr 4 (1973), (rec. T. Zieliński, Legenda o złotym runie, Kraków 1972), str. 83-86.
- Est modus in rebus, „Poezja” nr 11 (1973), (rec. Horacy, Satyry, przekł. J. Sękowski, Warszawa 1972), str. 104-108.
- W kręgu Erazma, „Twórczość” nr 10 (1972), (rec. Z. Szmydtowa, O Erazmie i Reju, Warszawa 1972), str. 130-132.
- Hominem pagina nostra sapit, „Poezja” nr 7 (1972), (rec. Marcjalis.Epigramy, tł. S. Kołodziejczyk, Warszawa 1971), str. 73-77.
- Po co Zieliński?, „Poezja” nr 7 (1972), (rec. T. Zieliński, Szkice antyczne, Kraków 1971), str. 92-95.
- Tadeusza Zielińskiego scripta Minorta, „Poezja” nr 6 (1971), (rec. T. Zieliński, Po co Homer? Świat antyczny a my, Kraków 1970), str. 88-91.
- Studia i szkice Stefanii Skwarczyńskiej, „Twórczość” nr 10 (1971), (rec. S. Skwarczyńska, Wokół teatru i literatury, Warszawa 1970), str. 108-111.
- Rozmowy z Wiecznym Miastem, „Nowe Książki” nr 13 (1971), (rec. J. Parandowski, Mój Rzym, Wrocław 1970), str. 885-886.
- Konrada Górskiego opera selecta, „Twórczość” nr 12 (1971), (rec. K.Górski, Z historii i teorii literatury, seria III, Warszawa 1970), str. 126-128.
- Problemy literaturoznawstwa porównawczego, „Twórczość” nr 6 (1970), (rec. Europejskie związki literatury polskiej, pr. zbior., Warszawa 1969), str. 114-117.
- Problemy literaturoznawstwa porównawczego, „Twórczość” nr 6 (1970), (rec. Europejskie związki literatury polskiej, pr. zbior., Warszawa 1969), str. 114-117.

### Rozprawy popularnonaukowe
- Nad Tacytem, „Nowy Filomata” nr 2 (2005), str. 109-114.
- Wpływ kultury antycznej na cywilizację średniowiecznej i nowożytnej Europy, „Nowy Filomata” nr 3 (2001), str. 225-240.
- Kultura polska wobec tradycji antycznej, „Nowy Filomata” nr 4 (2001), str. 283-303.
- Jan Parandowski (1895-1978) – w dwudziestolecie śmierci, „Nowy Filomata” nr 4 (1998), str. 272-280.
- „Odyseja” Homera, „Nowy Filomata” nr 4 (1998), str. 15-27.
- Iliada Homera, „Nowy Filomata” nr 3 (1997), str. 172-182.
- „Eneida” Wergiliusza, „Nowy Filomata” nr 2 (1997), str. 94-99.
- Antyczna teoria literatury, PAN Oddział w Krakowie, 1982, seria „Nauka dla Wszystkich”, nr 354, str. 67.
- Antyk we współczesnej literaturze polskiej, PAN Oddział w Krakowie, 1980, seria „Nauka dla Wszystkich”, nr 329, str. 62.
- Wieniewski I., Wergiliusz, „Eneida”, Kraków 1978, objaśnienia Stanisław Stabryła,
- Antologia tragedii greckiej: Ajschylos-Sofokles-Eurypides, WL, Kraków 1975, (II wyd. 1989), wybór, wstęp i komentarz Stanisław Stabryła, str. 472.
- Historia Katedry Filologii Klasycznej UJ (1945-1971), „Prace Historyczne” z. 47 (1974), seria „ZN UJ”, str. 262-269.
- Powieść starożytna, PAN Oddział w Krakowie, 1971, seria „Nauka dla Wszystkich”, nr 130, str. 32.
- Wergiliusz. Człowiek i dzieło, PAN Oddział w Krakowie, 1971, seria „Nauka dla Wszystkich”, nr 143, str. 32.
- Aleksander Krawczuk: Anatomia dziejów, „Twórczość” nr 5 (1969), str. 82-88.
- Z łaciną coraz gorzej, „Polityka” nr 44 (1969), str. 6.
- Panorama Wiecznego Miasta, „Kultura” nr 329 (1969), str. 8.
- Wyspiański - uczeń Homera, „Współczesność” nr 2 (1969), str. 8.
- Robert Graves: poezja, mit i historia, „Kultura” nr 221 (1968), str. 3-4.

### Książki popularne
- Świadkowie i prześladowcy. Opowieści o pierwszych męczennikach chrześcijańskich, Wydawnictwo Esprit, Kraków 2025, str. 308.
- Złote jabłka Afrodyty. Greckie legendy o miłości, Czytelnik, Warszawa 2007, str. 350.
- Terroryści znad Tybru, Wydawnictwo Marek Derewiecki, Kęty 2006, str. 207.
- Dzieje wojny trojańskiej, Wydawnictwo Zielona Sowa, Kraków 2004, str. 440.
- Klątwa Pelopidów, Kraków, 1995, (wyd. II, Warszawa, 2001), str. 546.
- Mitologia dla dorosłych, PWN, Kraków-Warszawa 1995, (i dalsze wydania), str. 735.
- Śpiewaj mi Muzo. Cztery opowieści o poetach greckich, Wydawnictwo „Śląsk”, Katowice 1988, str. 288.

### Prace redakcyjne
- Christeria Tito Górski oblata. Studia i rozprawy poświęcone profesorowi Tytusowi Górskiemu, Kraków 2003, współredakcja książki,
- U źródeł kultury wczesnochrześcijańskiej, Kraków 2002, współredakcja książki,
- Nowy Filomata, 1997–2002, Naczelna redakcja kwartalnika „Nowy Filomata”,
- Cyceron, Leliusz o przyjaźni, WL, Kraków 1997, seria „Humanitas”, praca redakcyjna,
- Epiktet, Encheiridion, WL, Kraków 1997, seria „Humanitas”, praca redakcyjna,
- Plutarch, Dialog o miłości, WL, Kraków 1997, seria „Humanitas”, praca redakcyjna.

### Przekłady
- Lucjusz Anneusz Seneka, Myśli, WL, 1987, (wyd. II, Kraków 1989 i nast.), wybór, przekład i opracowanie, str. 669.
- Nowele rzymskie, Czytelnik, Warszawa 1975, wybór, przekład, wstęp i komentarze oraz przypisy, str. 437.
- Tropy, Pamiętnik Literacki, 1971, nr LXII, przekład wybranych rozdziałów z pracy H.Lausberga „Handbuch der literarischen Rhetorik”, München 1960, str. 189-216.
- św. Augustyn, Wyznania, Wydawnictwo Esprit, Kraków 2020, przekład, str. XX [2], 463 [2].